# Gare de Garches - Marnes-la-Coquette
La gare de Garches - Marnes-la-Coquette est une gare ferroviaire française de la ligne de Saint-Cloud à Saint-Nom-la-Bretèche - Forêt-de-Marly, située sur le territoire de la commune de Garches, à la limite de Marnes-la-Coquette et à proximité de Saint-Cloud (département des Hauts-de-Seine).
Ouverte le 5 mai 1884 par la Compagnie des chemins de fer de l'Ouest, c'est aujourd'hui une gare de la Société nationale des chemins de fer français (SNCF)  desservie par les trains de la ligne L du Transilien (réseau Paris-Saint-Lazare). Elle se situe à une distance de 16,7 km de la gare de Paris-Saint-Lazare.

## Situation ferroviaire

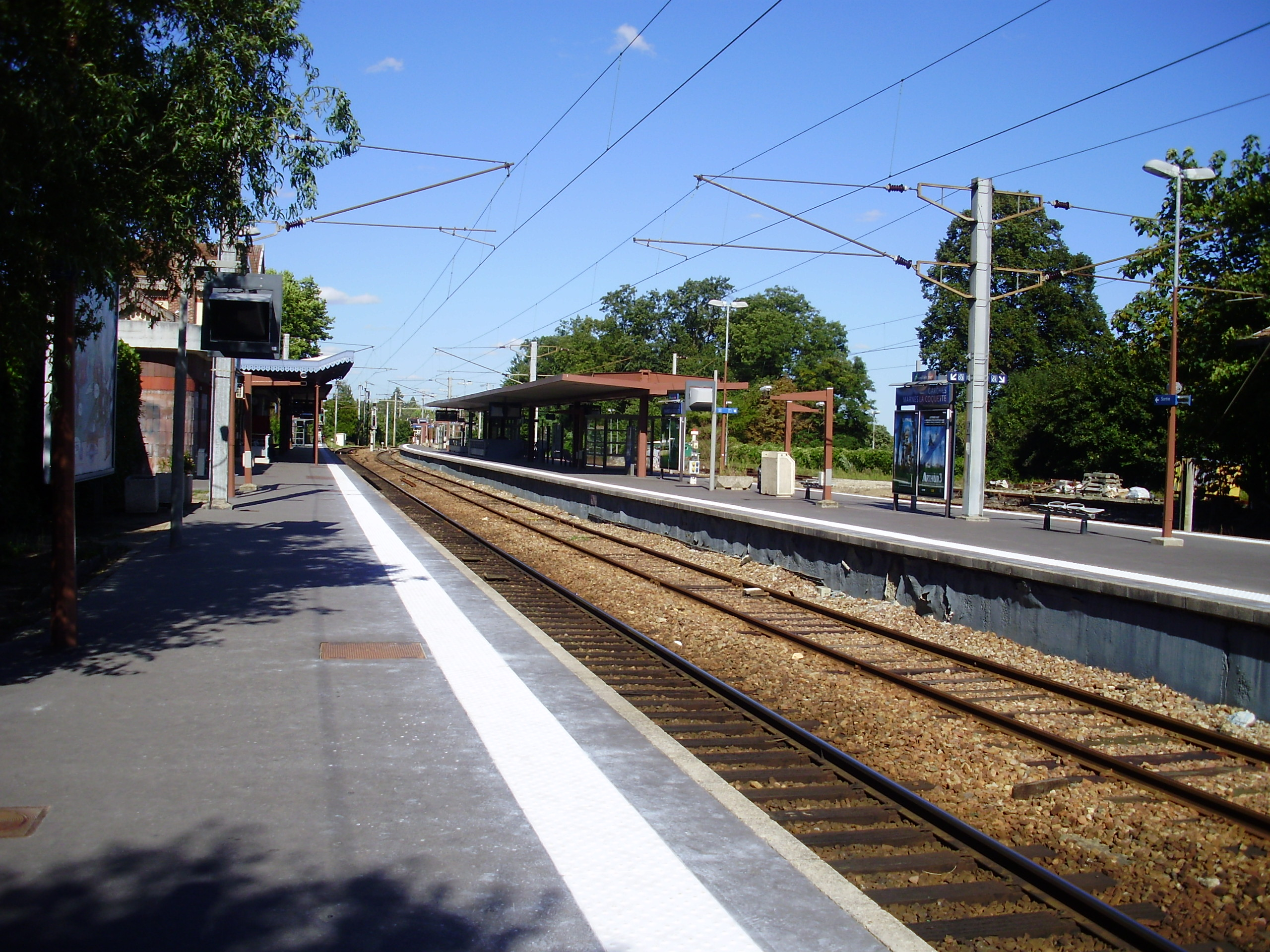
Vue générale des quais depuis celui pour Saint-Cloud et Paris-Saint-Lazare.

La gare de Garches - Marnes-la-Coquette est située au sud du centre-ville de Garches, et au nord-est du centre de Marnes-la-Coquette. Établie à 111,5 m d'altitude, elle se situe au point kilométrique (PK) 16,714 de la ligne de Saint-Cloud à Saint-Nom-la-Bretèche - Forêt-de-Marly (PK 0 à Paris-Saint-Lazare). Elle constitue le premier point d'arrêt de la ligne après la bifurcation de Saint-Cloud et précède la gare de Vaucresson.
Cette gare est située en quasi-totalité, pour les voies, sur les territoires des communes de Marnes-la-Coquette et Saint-Cloud. Seuls le bâtiment de la gare et les voies au droit dudit bâtiment sont sur le territoire de Garches.

## Histoire

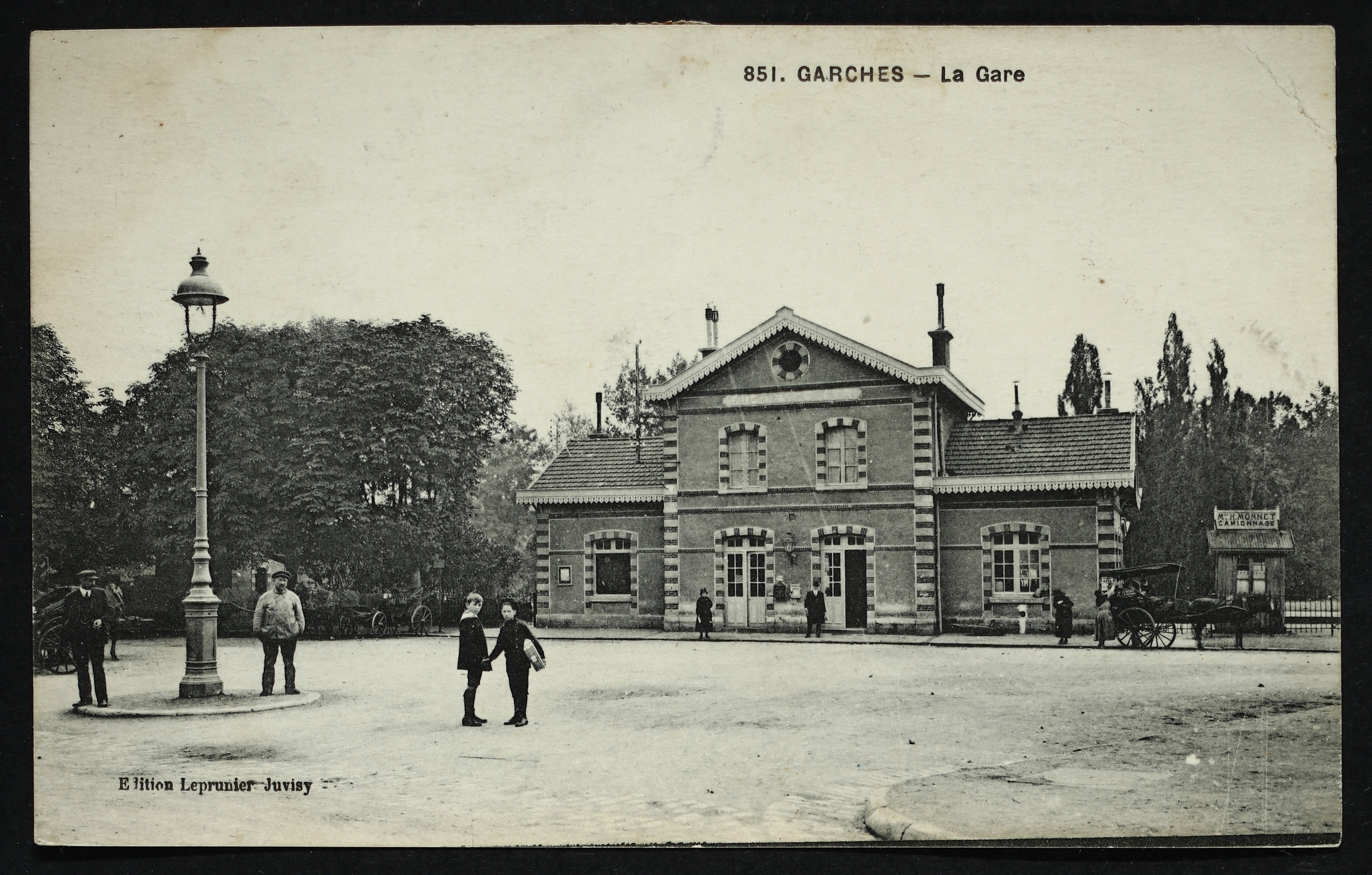
La gare de Garches vers 1900.

La ligne de Saint-Cloud à Saint-Nom-la-Bretèche est réalisée au début des années 1880 et une station destinée à desservir Garches est construite sur les territoires des communes de Saint-Cloud et de Marnes-la-Coquette. Garches étant une commune nettement plus peuplée que Marnes (1607 habitants contre 341 au recensement de 1881), seul son nom est attribué à la nouvelle station. L'arrivée du chemin de fer est accueillie par une grande fête le jour de l'inauguration de la ligne : le 5 mai 1884, le maire, Louis Noret, prononce un discours du haut du perron de la mairie, puis se rend à la gare accueillir le train inaugural prévu à 8 h 20, accompagné d'un cortège précédé d'une fanfare.
En 1888, le conseil municipal de Marnes-la-Coquette demande que le nom de la gare soit modifié pour « Garches - Marnes » ; mais le comité consultatif des chemins de fer, considérant que la commune ne compte que 358 habitants, est d'avis de ne pas donner suite à cette requête. Toutefois en octobre 1907, la station est enfin renommée « Garches - Marnes-la-Coquette », après le vote par la commune de Marnes-la-Coquette du versement d'une somme de deux cents francs demandée par la Compagnie de l'Ouest.
La disposition d'origine comportait deux voies à quais encadrées par le bâtiment voyageurs et l'abri de quai d'origine. 

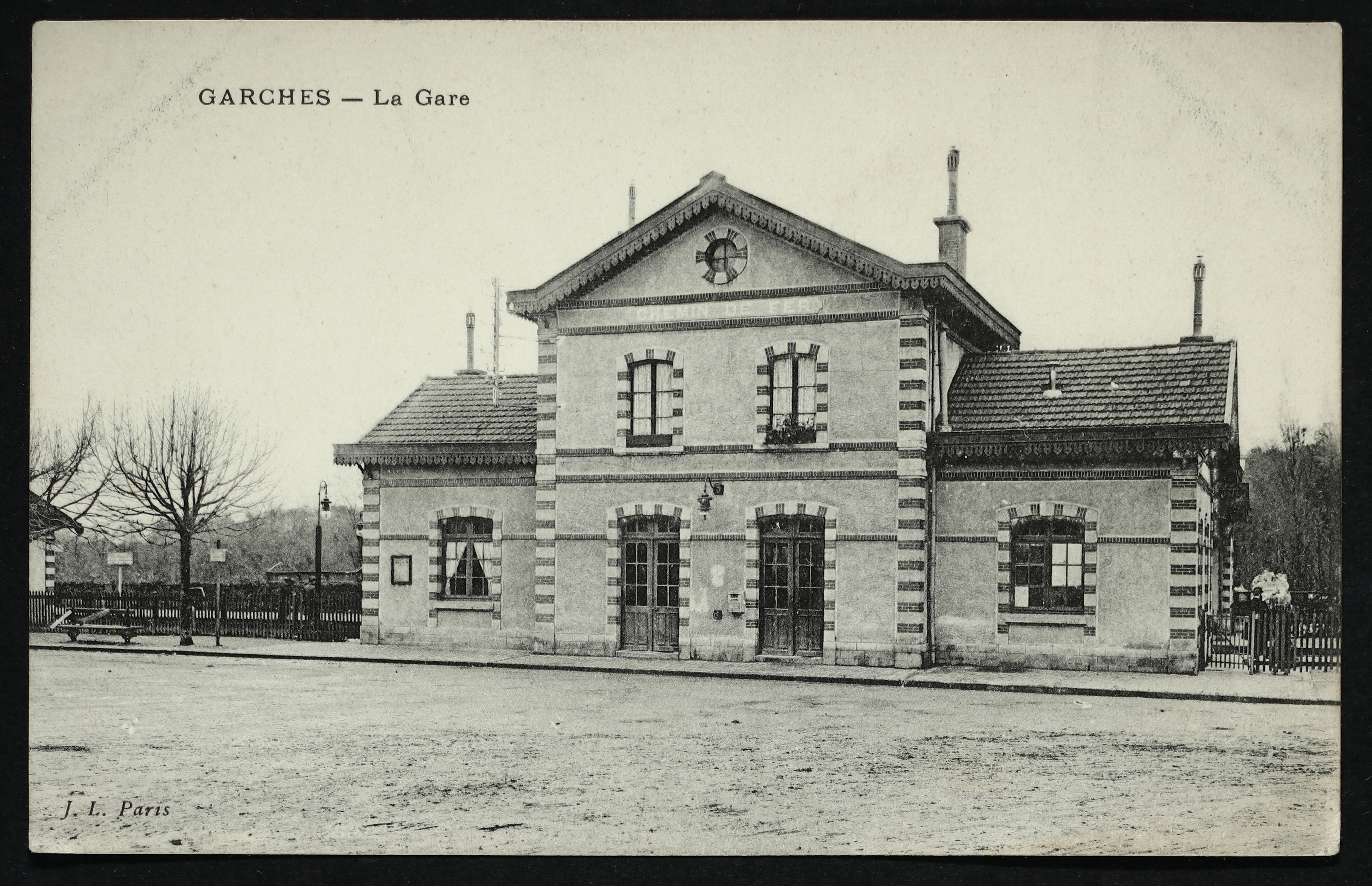
Carte postale - Garches - La Gare.

En 1891, la gare comporte deux voies principales encadrées de deux quais bas, et trois voies de débord. Ces dernières sont équipées d'une plaque tournante afin de desservir le quai de chargement, accessible grâce à un plan incliné. Une bascule, une grue de six tonnes et un gabarit de chargement complètent l'équipement. L'abri de quai d'origine a disparu bien avant les travaux d'électrification. 
Lors de l'électrification de la ligne par troisième rail en 1931, les installations sont remodelées : un passage souterrain est aménagé, et un terminus partiel de zone est créé. La voie centrale terminus, prolongée d'une voie de garage au-delà du passage à niveau, prend la place de la voie 1, tandis que la voie 1 destinée aux trains poursuivant vers Saint-Nom-la-Bretèche, prend la place de la voie 1 marchandises. Deux postes à leviers enclenchés sont créés pour accompagner ces transformations, dont le principal domine le boulevard de Saint-Cloud.
De 1975 à 1978, lors des travaux de réélectrification par caténaire 25 kV, les quais des voies 1 et 3 sont élargis afin de faciliter la sortie des voyageurs en heures de pointe, le tracé des voies côté Paris est amélioré afin d'autoriser le franchissement des aiguilles en voie dévié à 60 km/h au lieu de 40 km/h, et un poste d'aiguillage de type PRS est mis en service le 15 septembre 1977.
Un train de fret quotidien (sauf dimanche) a assuré un trafic diffus de boissons jusqu'à la fin des années 1980. Après la gare, en direction de Paris, près du jardin  potager d'un cheminot subsiste le soubassement circulaire, en meulière, d'un château d'eau. Pour rejoindre Marnes-la-Coquette (bourg) et même Ville-d'Avray au plus court, il faut traverser le parc de Saint-Cloud en empruntant des routes à péage soumises à des horaires de fermetures (nuits, soirées...). Une première convention de 1924 avec l'État avait tenté de faciliter ce passage pour les habitants de Marnes-la-Coquette.

## Fréquentation
Le trafic montant quotidien atteint 125 voyageurs à l'ouverture de la ligne en 1884, puis grimpe à 541 par jour en 1893, ce qui en fait ces deux années la gare la plus fréquentée de la ligne. Il atteint 1 449 voyageurs en 1938, 2 800 en 1973 et enfin 2 900 voyageurs par jour en 2003, ce qui en fait alors la gare au trafic le plus élevé de la ligne après Marly-le-Roi et La Celle-Saint-Cloud.
De 2015 à 2021, selon les estimations de la SNCF, la fréquentation annuelle de la gare s'élève aux nombres indiqués dans le tableau ci-dessous.
En 2023, la gare a été fréquentée par 5 186 personnes environ.
| Année     | 2015      | 2016      | 2017      | 2018      | 2019      | 2020    | 2021      | 2022      | 2023      |
| --------- | --------- | --------- | --------- | --------- | --------- | ------- | --------- | --------- | --------- |
| Voyageurs | 1 797 137 | 1 713 919 | 1 791 195 | 1 835 968 | 1 891 700 | 932 660 | 1 708 430 | 1 962 296 | 1 892 786 |

## Services voyageurs

### Accueil
Le hall de la gare est ouvert du lundi au vendredi de 6 h à 20 h 30. Un guichet Transilien adapté aux personnes à mobilité réduite est ouvert le mardi de 7 h à 10 h. Des distributeurs automatiques Transilien et grandes lignes sont disponibles.
Un magasin de presse Relay est présent, ainsi que des distributeurs de boissons ou friandises et une cabine de photographie automatique.
Deux parcs à vélos sécurisés sont proposés : l'un de 20 places est gratuit, l'autre de 36 places est payant.

### Desserte

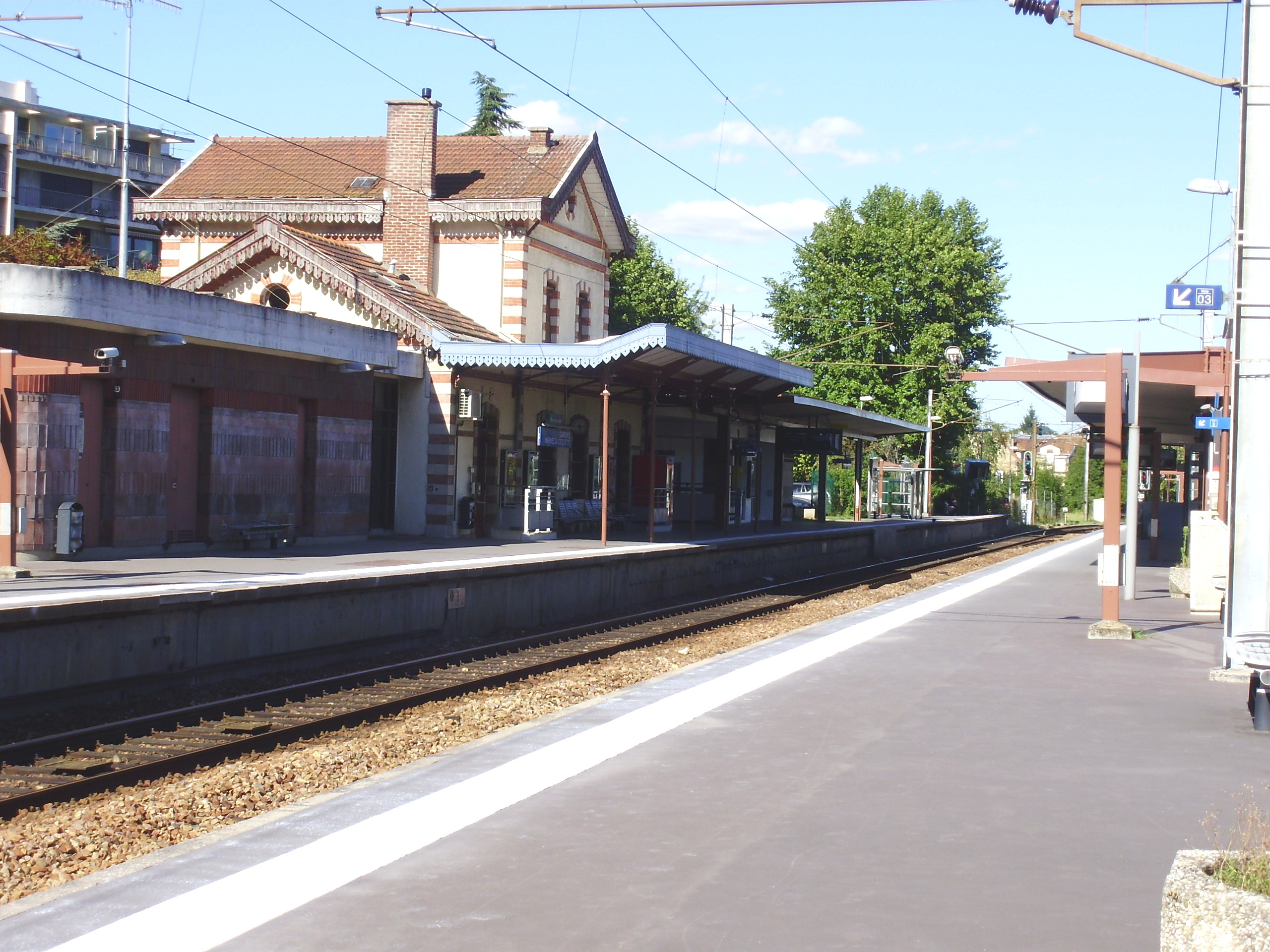
Le bâtiment voyageurs, vu depuis le quai pour Saint-Nom-la-Bretèche.

La gare est desservie par les trains de la ligne L du Transilien (réseau Paris-Saint-Lazare), à raison (par sens) d'un train toutes les 30 minutes en heures creuses, de deux à huit trains par heure aux heures de pointe (au départ le matin et à l'arrivée le soir) et d'un train toutes les 30 minutes en soirée. Le temps de trajet est, selon les trains, de 20 à 30 minutes depuis la gare de Paris-Saint-Lazare.

### Correspondances
La gare est desservie par la ligne 360 du réseau de bus RATP et par les lignes 6209 et 6246 du réseau de bus Grand Versailles.

## Patrimoine ferroviaire
Son bâtiment voyageurs correspond au modèle standard des gares de troisième classe de la ligne de la grande ceinture de Paris ; ce modèle, qui fut copié par la Compagnie des chemins de fer de l'Ouest pour la ligne de Saint-Cloud à Saint-Nom-la-Bretèche - Forêt-de-Marly, a été utilisé notamment pour la gare de Mareil-Marly. Le plan de ces bâtiments fut conçu par l'ingénieur des Ponts et Chaussées Luneau.